# Sirinhaém
Sirinhaém es un municipio brasileño ubicado en el estado de Pernambuco, a unos 78 km de la ciudad de Recife y a orillas del Océano Atlántico, con una altitud promedio de 49 metros sobre el nivel del mar. Tiene una población estimada al 2020 de 46.361 habitantes, dedicados principalmente a la agricultura, industrias alimentarias, el comercio, y el turismo debido a las playas de veraneo que se ubican en la zona.
Sirinhaém fue fundada como un pequeño asentamiento en el año 1614 dedicado al cultivo del azúcar dentro de la Capitanía de Pernambuco. La localidad alcanzó relevancia durante las Invasiones neerlandesas a Brasil de 1632 como reducto de resistencia de los colonos portugueses contra las tropas neerlandesas, aunque fue paultatinamente conquistada por estas últimas. Recuperada por fuerzas portuguesas en 1645, fue un importante centro de cultivo de azúcar durante el resto del periodo colonial. 
Incorporada en el Estado de Pernambuco tras la independancia de Brasil en 1822, en esta localidad nació el político Pedro de Araújo Lima, Marqués de Olinda y regente de Pedro II durante la época del Imperio del Brasil. En 1892, Sirinhaém fue elevada al rango de municipio autónomo.

## Topónimo
"Sirinhaém" hace referencia al río Sirinhaém que pasa por el municipio. El término significa en tupí "plato de Siri".

## Historia

### Primeros acentamientos
La costa de Pernambuco fue habitada por indígenas del tronco lingüístico macro-ge hace miles de años. Alrededor del año 1000, la región fue conquistada por pueblos de habla tupí del Amazonas. Uno de estos pueblos, los caetés, ocupó la región del actual municipio de Sirinhaém en el siglo XVI, año en que llegaron los portugueses a la región. Los portugueses esclavizaron a los caetés y ocuparon sus tierras.
La población de Sirinhaém, que era llamada Villa Formosa de Sirinhaém, data de 1610 cuando los moradores de la región construyeron una capilla en honor a San Roque. En 1620 la villa fue elevada a la categoría de freguesia.

### Invasiones neerlandesas
Cuando los neerlandeses invadieron Pernambuco, después de conquistar Recife y el norte de la región, marcharon hacia el sur y llegaron a Sirinhaém en el 1632. Este año cerca de 500 soldados y 100 marineros neerlandeses desembarcaron por el río Sirinhaém e invadieron, saquearon y quemaron el molino de Romão Pérez. El capitán Mateus Gomes de Lemos e Albuquerque organizó una resistencia con unos 60 hombres. Los neerlandeses se retiraron. Con la caída de la resistencia en el norte y en Recife, los europeos planearon conquistar el sur de Pernambuco para llegar a Bahía. Las tropas portuguesas-brasileñas resistieron desde tres frentes: unos 450 hombres formaron resistencia en Arraial (Velho) a Bom Jesus, 600 en Forte de Nazaré y 300 en Sirinhaém. Sirinhaém fue uno de los últimos reductos de la resistencia, que fue derrotada después de que Maurício de Nassau llegara a Pernambuco y organizara el ataque al pueblo.
Durante el dominio holandés, Sirinhaém fue uno de los cuatro distritos en los que se dividió la Capitanía de Pernambuco: Olinda (el más importante), Igarassu, Vila Formosa de Sirinhaém y el cuarto, que comenzó en Sirinhaém y se dirigió al río San Francisco.
En 1645, la región fue reconquistada por la Insurrección Pernambucana comandada por el capitán Paulo da Cunha Souto Maior, asistida por Vidal de Negreiros .

### Formación administrativa
El distrito creado con la denominación de Formosa, por la carta constitutiva del 26 de junio de 1759. Elevado a la categoría de aldea con la denominación de Formosa el 1 de julio de 1627, según otra fuente se creó la aldea con la denominación de villa Formosa de Sirinhãem el 19 de diciembre de 1627. 
Elevada a la categoría de ciudad y cabecera del municipio con la denominación de Serinhãem, por la ley estatal n.º 100 del 12 de junio de 1895.